# Lecanora phaedrophthalma
Lecanora phaedrophthalma är en lavart som beskrevs av Poelt. Lecanora phaedrophthalma ingår i släktet Lecanora och familjen Lecanoraceae.  Utöver nominatformen finns också underarten christoi.